# Sabri Boukadoum
Sabri Boukadoum (en berbère :ⵙⴰⴱⵔⵉ ⴱⵓⴿⴷⵓⵎ, en arabe : صبري بوقادوم), né le 1er septembre 1958 à Constantine en Algérie, est un diplomate et homme d'État algérien. Il est ministre des Affaires étrangères de l'Algérie du 2 avril 2019 au 7 juillet 2021.
Diplômé de l'École nationale d'administration d'Alger, Sabri Boukadoum occupe dans un premier temps des postes au sein du réseau consulaire algérien, notamment dans les ambassades du pays. De 2013 à 2019, il est le représentant permanent de l'Algérie au sein des quartiers généraux des Nations unies à New York.
Nommé le 19 décembre 2019 par le président Abdelmadjid Tebboune, Sabri Boukadoum assure, par intérim, le poste de Premier ministre pendant neuf jours, à la suite de la démission de Noureddine Bedoui.

## Biographie
Sabri Boukadoum a été premier secrétaire de l'Ambassade d'Algérie en Hongrie à Budapest de 1987 à 1988, puis conseiller de la mission permanente de l'Algérie auprès des Nations unies à New York entre 1988 et 1992. De 1992 à 1993, il est directeur adjoint des affaires politiques, de l'ONU et du désarmement au ministère des Affaires étrangères, puis directeur des affaires politiques de 1993 à octobre 1995.
Entre novembre 1996 et septembre 2001, il a été ambassadeur d'Algérie en Côte d'Ivoire. Chef du protocole au ministère des Affaires étrangères de 2001 à 2005. Il est ambassadeur d'Algérie au Portugal d'octobre 2005 à août 2009. Il est directeur général des Amériques au ministère des Affaires étrangères de novembre 2009 à décembre 2013. En décembre 2013, il est le représentant permanent de l'Algérie auprès des Nations unies, jusqu'au 31 mars 2019.
Il est nommé ministre des Affaires étrangères le 2 avril 2019 dans le gouvernement Bedoui, remplaçant Ramtane Lamamra. Le 19 décembre 2019, il est nommé Premier ministre par intérim par le président Abdelmadjid Tebboune. Le 2 janvier 2020, il est reconduit au poste de ministre des Affaires étrangères dans les gouvernements Djerad I, Djerad II et Djerad III . Il quitte le poste le 7 juillet 2021.
En juin 2022, Antonio Guterres, secrétaire général de l'ONU, propose au conseil de Sécurité que Sabri Boukadoum soit nommé en tant que nouvel émissaire de l’organisation pour la Libye. Cependant, les EAU bloquent cette nomination,.

## Fonctions
- 2023 - : Ambassadeur auprès des Etats-Unis d’Amérique[7].
- Du 2 avril 2019 au 7 juillet 2021 : Ministre des Affaires étrangères[8].
- Du 19 décembre au 28 décembre 2019 : Premier ministre algérien (intérim)
- Il est élu le 13 juin 2016, président de la Première commission (Désarmement et sécurité internationale) à l'Assemblée générale des Nations unies[8].
- 2013 – 2019 : Représentant permanent de l'Algérie aux Nations unies[8].
- 2009 – 2013 : Directeur Amérique au ministère des Affaires étrangères[8].
- 2005 – 2009 : Ambassadeur au Portugal[8].
- 2001 – 2005 : Chef du protocole au ministère des Affaires étrangères[8].
- 1996 – 2001 : Ambassadeur en Côte d'Ivoire[8].
- 1993 – 1996 : Directeur des Affaires politiques au ministère des Affaires étrangères[8].
- 1992 – 1993 : Sous-directeur des affaires politiques, des Nations et du désarmement au ministère des Affaires étrangères[8].
- 1988 – 1992 : Conseiller à la mission permanente de l'Algérie auprès de l'ONU à New York[8].
- 1987 – 1988 : Premier secrétaire de l'Ambassade d'Algérie en Hongrie[8].

## Galerie

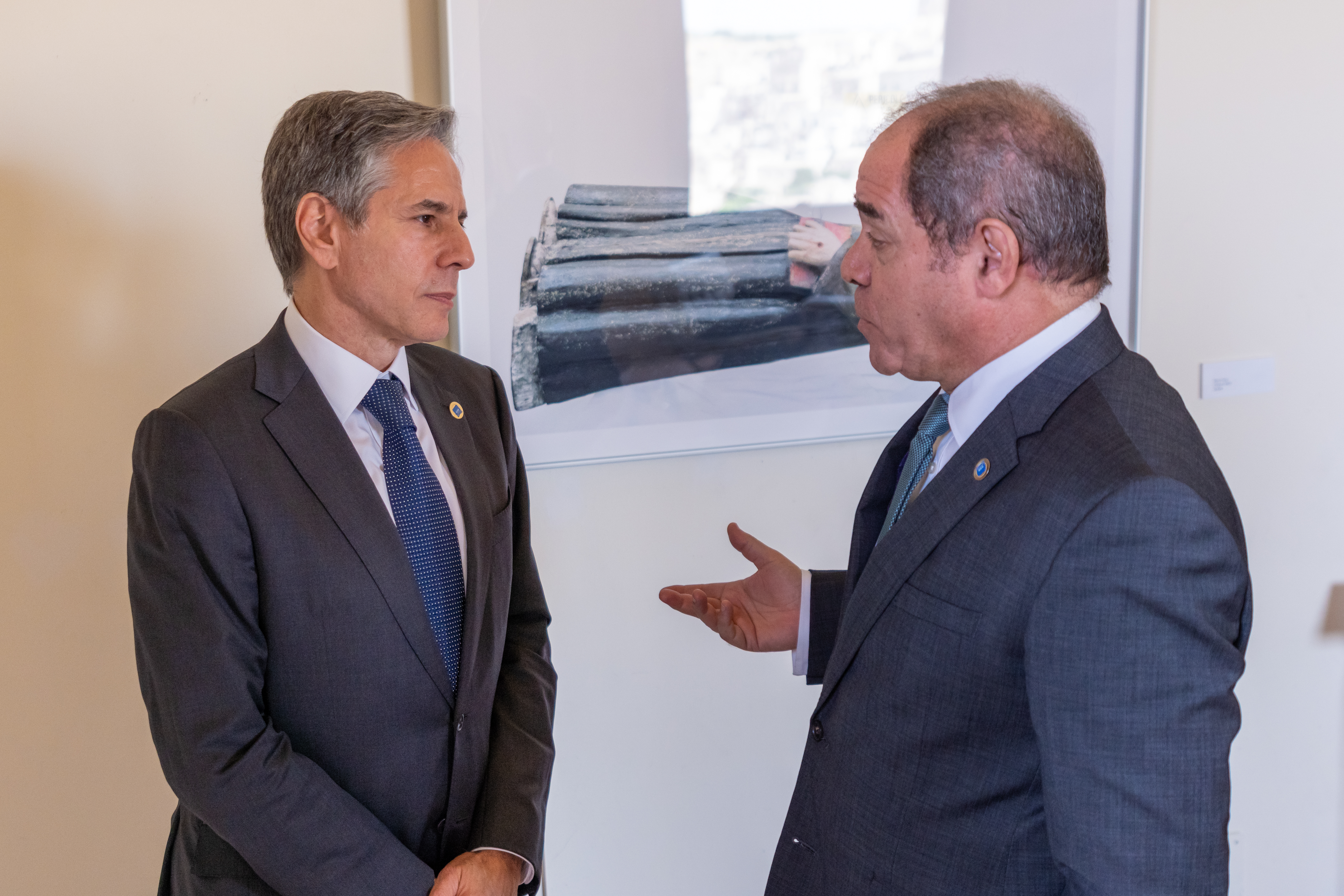
Le secrétaire américain Blinken et le ministre algérien des Affaires étrangères Boukadoum.
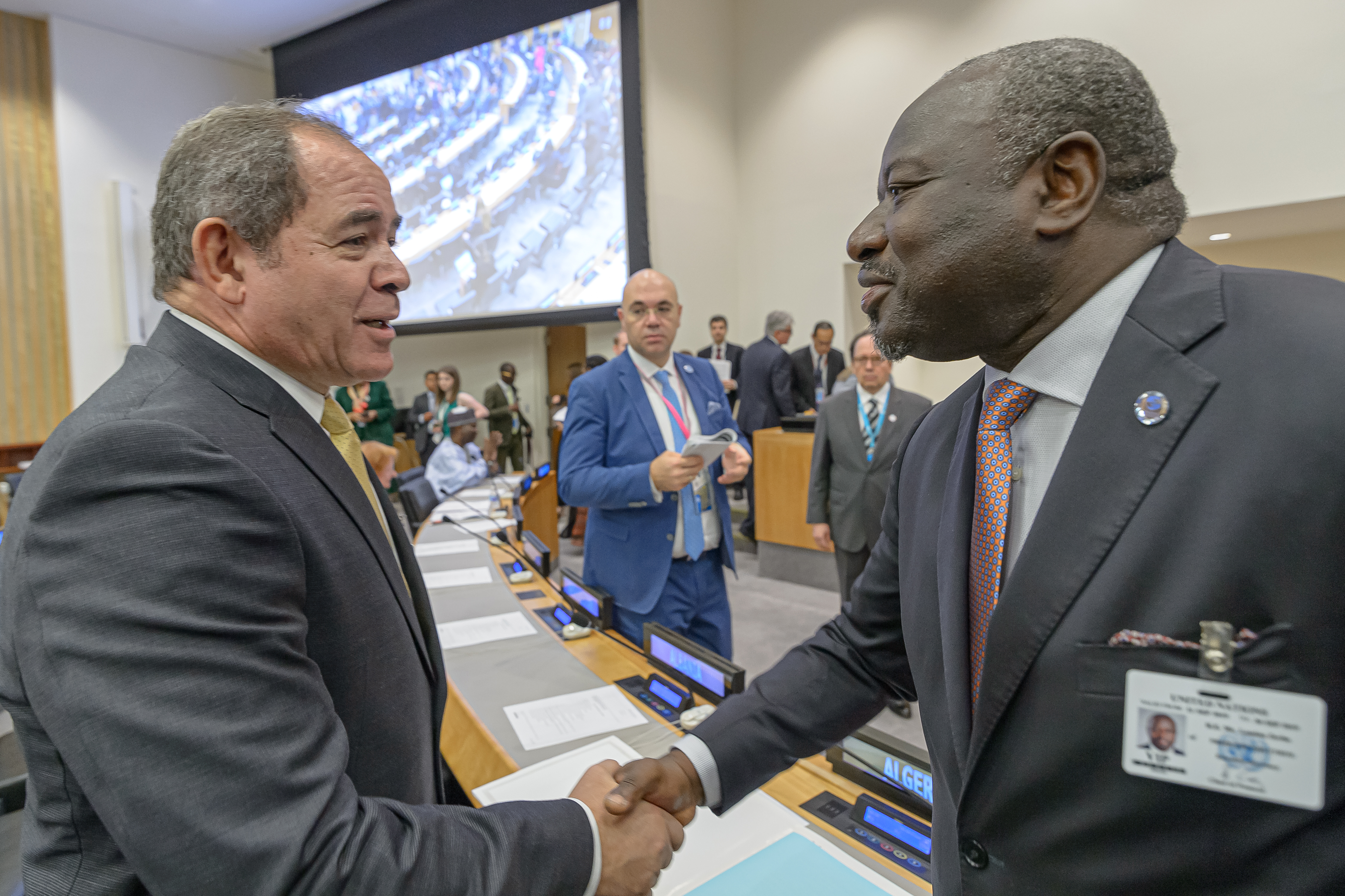
Boukadoum en Conférence de 2019 sur l'article XIV du Traité d'interdiction complète des essais nucléaires.
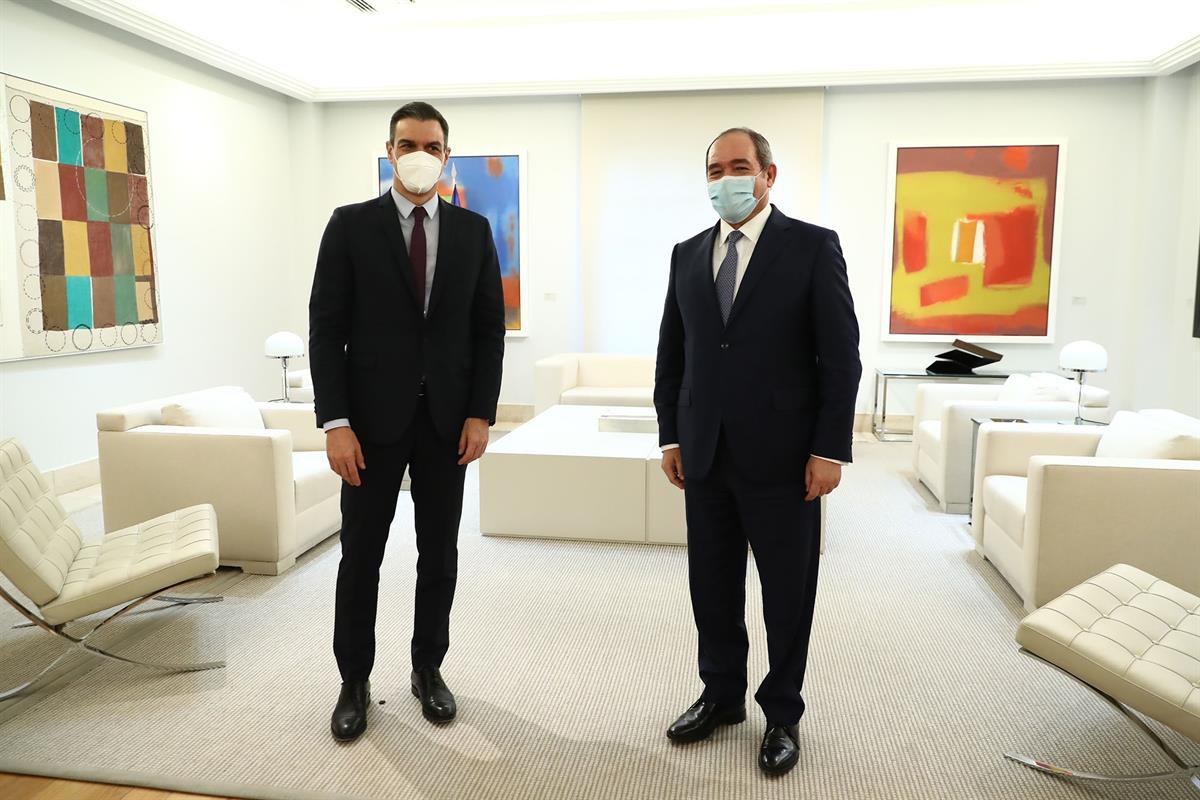
Sabri Boukadoum avec Pedro Sánchez en 2019.
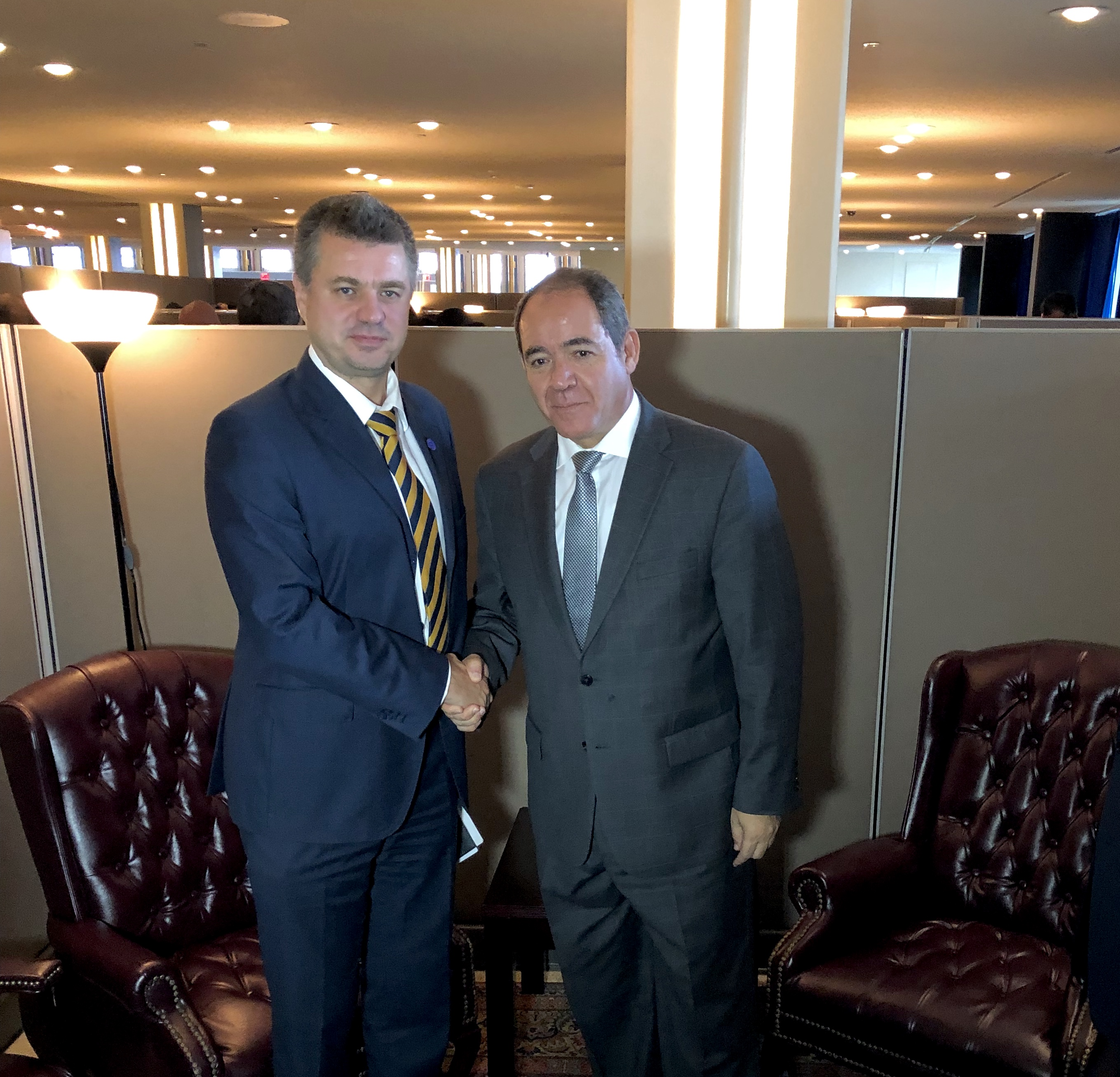
Le ministre estonien des Affaires étrangères Ormes Reinslau avec son homologue algérien Sabri Boukadom en 2019.